# غوانوزين
غوانوزين (بالإنجليزية: Guanosine)‏ هو نيوكليوسيد يتكون من غوانين مرتبط بحلقة ريبوز بواسطة رابطة غلايكوسيدية β-N9.